# Metrou ușor

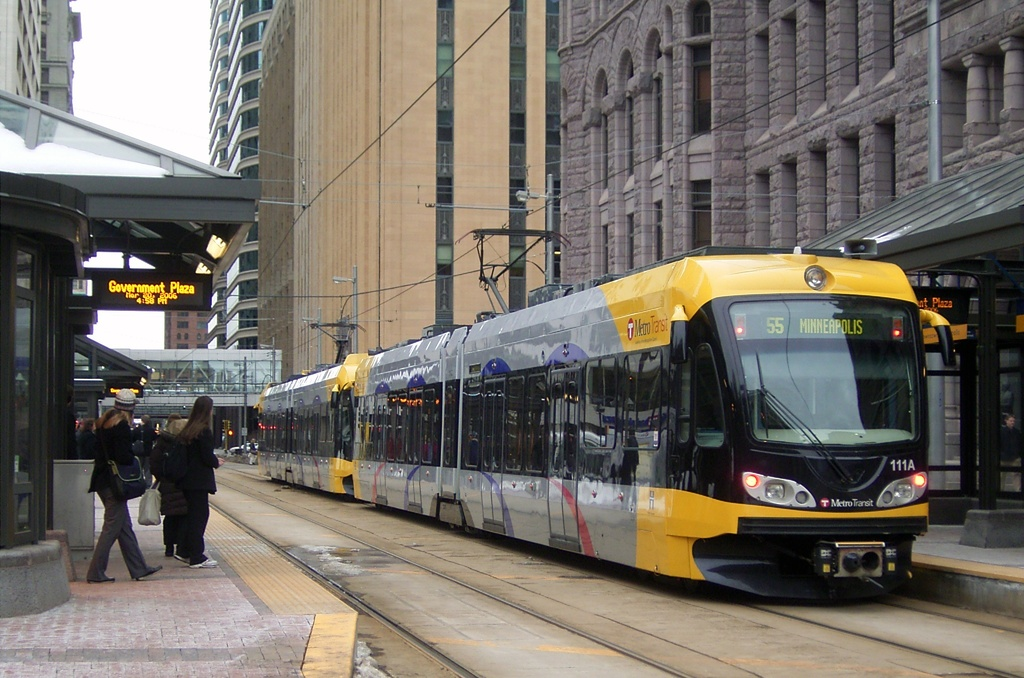
Linia Hiawatha de metrou ușor din Minneapolis, Minnesota, Statele Unite

Un metrou ușor sau sistem de capacitate medie, în transportul feroviar, este un tip de transport rapid urban, intermediar între sistemele urbane feroviare (metrou) și calea ferată tradițională. Este introdus în zone care necesită un tranzit rapid, dar în care construirea sistemelor menționate nu ar fi profitabilă. Uneori, metroul ușor servește ca legătură între două sau mai multe ramuri ale sistemului de metrou, sau între sistemul de metrou și un centru de transport situat în afara orașului, spre exemplu un port maritim sau un aeroport.
Uneori, un sistem de „metrou ușor” este de fapt o linie de tramvai cu unele segmente ale traseului separate de restul rețelei și de infrastructura rutieră. Astfel de metrouri ușoare circulă spre exemplu în București (metroul ușor din București) și orașul polonez Poznań (metroul ușor din Poznań).
Spre deosebire de metroul normal sau metroul tare, metroul ușor circulă de obicei la nivelul solului. 